# Tập trù mật
Khái niệm trù mật là một khái niệm tô pô. Giả sử {\displaystyle A} và {\displaystyle B} là 2 tập con trong không gian tôpô {\displaystyle X}. Ta nói tập {\displaystyle A} trù mật trong tập {\displaystyle B} nếu {\displaystyle B={\bar {A}}}, trong đó {\displaystyle {\bar {A}}} là ký hiệu bao đóng của tập A. Thêm nữa, tập A được gọi là trù mật khắp nơi nếu A trù mật trong toàn không gian X. Để dễ hình dung, ta xét trường hợp đặc biệt trong không gian mêtric X thì định nghĩa trên được phát biểu lại trực quan như sau: Tập A trù mật trong B nếu mỗi phần tử {\displaystyle x\in B} và với {\displaystyle \epsilon >0,\exists y\in A:d(y,x)<\epsilon } trong đó ký hiệu d(x,y) là khoảng cách giữa 2 điểm (phần tử) x và y.
Nói một cách nôm na rằng, tập A trù mật trong B nếu mọi phần tử trong B đều bị kiểm soát bởi những phần tử trong A với khoảng cách bé tùy ý, tức là, cứ lấy mỗi phần tử {\displaystyle x\in B} làm tâm, quay một vòng tròn bán kính {\displaystyle \epsilon >0} tùy ý thì thế nào trong hình tròn này cũng có mặt một phần tử {\displaystyle y\in A}
Hay đơn giản hơn:
Tập trù mật A nghĩa là nếu {\displaystyle {\overline {A}}} đóng trong {\displaystyle A} thì A trù mật trong {\displaystyle {\overline {A}}}.Bao đóng của A chính là phần bù của A.

## Ví dụ
- Tập số hữu tỉ, Tập số vô tỉ là 2 tập trù mật trong tập số thực.
- Với tô pô hội tụ đều trên các tập compact, tập các đa thức một biến trù mật trong không gian hàm một biến liên tục.
- Theo chuẩn hội tụ trung bình bình phương, tập các đa thức một biến, đa thức lượng giác, hàm một biến liên tục là 3 tập trù mật trong không gian các hàm bình phương khả tích Lebesgue.
- Một điểm ge-ne-ric của một không gian tô pô {\displaystyle X} là một điểm {\displaystyle p} sao cho {\displaystyle \{p\}} trù mật trong {\displaystyle X}.